# Reasonable Doubt (Fernsehserie)
Reasonable Doubt ist eine US-amerikanische Dramaserie, die von Raamla Mohamed konzipiert wurde. Die Premiere der Serie fand am 27. September 2022 auf dem US-Streamingdienst Hulu statt. Im deutschsprachigen Raum erfolgte die Erstveröffentlichung der Serie am 23. November 2022 durch Disney+ via Star als Original.

## Handlung
Die brillante Anwältin Jax Stewart lebt und arbeitet in Los Angeles, wo sie das Gesetz bis zum Äußersten zu Gunsten ihrer Klienten verbiegt. Nicht selten wird sie für ihre Strategien und Methoden kritisiert, aber wenn es hart auf hart kommt, ist jeder froh, eine Anwältin wie Jax zu haben. Aber wie weit kann sie gehen und welche Konsequenzen hat ihr Handeln?

## Besetzung und Synchronisation
Die deutschsprachige Synchronisation entstand nach den Dialogbüchern von Klaus Terhoeven sowie unter der Dialogregie von Adrian Mendl durch die Synchronfirma Iyuno-SDI Group Germany GmbH in München.

### Hauptdarsteller
| Rolle           | Schauspieler        | Synchronsprecher        |
| --------------- | ------------------- | ----------------------- |
| Jax Stewart     | Emayatzy Corinealdi | Stefanie Dischinger     |
| Lewis Stewart   | McKinley Freeman    | Patrick Roche           |
| Daniel Kim      | Tim Jo              | Felix Mayer             |
| Krystal Walters | Angela Grovey       | Regina Beckhaus         |
| Spenser Stewart | Thaddeus J. Mixson  | Louis Veronik           |
| Naima Stewart   | Aderinsola Olabode  | Helena Weckmann-Pokorny |
| Damon Cooke     | Michael Ealy        | Maximilian Laprell      |

### Nebendarsteller
| Rolle                | Schauspieler               | Synchronsprecher    |
| -------------------- | -------------------------- | ------------------- |
| Brayden Miller       | Sean Patrick Thomas        | Stefan Günther      |
| Rich Reed            | Christopher Cassarino      | René Oltmanns       |
| Mama Lu              | Pauletta Washington        | Carin C. Tietze     |
| Sarah Miller         | Brooke Lyons               | Melanie Manstein    |
| Sally Braswell       | Nefetari Spencer           | Ilena Gwisdalla     |
| Autumn Owens         | Tiffany Yvonne Cox         | Angela Wiederhut    |
| Shanelle Tucker      | Shannon Kane               | Tatjana Pokorny     |
| CJ Cooke             | Eugene Byrd                | Paul Sedlmeir       |
| Mike Ortiz           | Victor Rasuk               | Oliver Scheffel     |
| Theo James           | Paul Fox                   | Benedikt Gutjan     |
| Fallon Stephens      | Aries Sanders              | Nina Kapust         |
| Kaleesha Moore       | Perri Camper               | Leslie-Vanessa Lill |
| Will                 | Toby Onwumere              | Julian Bayer        |
| Jamarion 'JT' Tucker | Christopher Mychael Watson | Patrick Schröder    |
| Richterin Green      | Debbie Fan                 | Eva-Maria Reichert  |
| Kate                 | Summer Spiro               | Anna Ewelina        |

### Gastdarsteller
| Rolle                    | Schauspieler            | Synchronsprecher        |
| ------------------------ | ----------------------- | ----------------------- |
| Paul Matthews            | Chris Doubek            | Claus-Peter Damitz      |
| Ryan Moore               | Christian Keyes         | Philipp Rafferty        |
| Terry Binder             | Paul Norwood            | Gerd Meyer              |
| Pastor Thurston          | Barry Brisco            | Josef Vossenkuhl        |
| Brent                    | Monte Bell              | Manuel Scheuernstuhl    |
| Devin MacDonald          | Jamie Jones             | Julian Manuel           |
| Leland Hurwitz           | Austin Basis            | Niko Macoulis           |
| Agent Chris              | Joe Pistone             | Andreas Thiele          |
| Terrence Stewart         | Anthony Chatmon II      | Tobias John von Freyend |
| Detective Samuel Charles | Anthony Fanelli         | Nils Dienemann          |
| Detective McKinnon       | Jillian Peterson        | Carolin Hartmann        |
| Jason                    | Jeris DuPree            | Manuel Scheuernstuhl    |
| Morgan Stephens          | Erin Croom              | Friederike Sipp         |
| Dr. Ayanna Dailey        | Deanne Lauvin           | Katharina Friedl        |
| Officer Miles            | Malcolm Bowen           | Andreas Thiele          |
| Richter Walter O'Neal    | Alex Hyde-White         | Thomas Rauscher         |
| Carson                   | Tarek Zohdy             | Benjamin Hirt           |
| Parole Officer Tim       | Jeff LeBeau             | Jakob Riedl             |
| Britney                  | Lisa Saum               | Katharina Friedl        |
| Langston Miller          | Easton von der Lieth    | Luis Göhrle             |
| Lana Miller              | Sunday Curry            | Hanna Göhrle            |
| Kanika                   | Jasmine Akakpo          | Marget Flach            |
| Juror Consultant Jim     | Kamran R. Khan          | Jakob Riedl             |
| Rafael Coleman           | Ryan Richmond           | Alexander Wohnhaas      |
| Earl Wilson              | Jay Linzy               | Sebastian Griegel       |
| Emily Endris             | Stacey Swift            | Anke Korte              |
| Hector Uribe             | Justin Huen             | Matthias Kupfer         |
| Richterin Paula Coombs   | Dee Freeman             | Angela Jacobi           |
| Alan Whetsone            | Andrew Etzel            | Florian Odendahl        |
| Sergei Ivanov            | Endre Hules             | Niko Macoulis           |
| Dr. Sanjeev Ahmed        | Joseph Makkar           | Dustin Peters           |
| Toni                     | Tristan Cunningham      | Malika Bayerwaltes      |
| Liliana Castillo         | Elena Campbell-Martinez | Dagmar Dempe            |
| Chris Scoggins           | Johnath Davis           | Benjamin Krause         |
| Jennifer Brady           | Kelly Murtagh           | Friederike Sipp         |
| Matt                     | James Coker             | Andreas Thiele          |
| Paul Matthews (jung)     | Peter Lindstedt         | Jochen Paletschek       |
| Mama Lu (jung)           | Candice Renee           | Laura Preiss            |
| Jax Stewart (jung)       | Nyaling Marenah         | Valeria Ceraolo         |
| Wendy Grain              | Wylie Small             | Dorothea Anzinger       |

## Episodenliste

### Staffel 1
| Nr. (ges.) | Nr. (St.) | Deutscher Titel              | Originaltitel                | Erstveröffentlichung (USA) | Deutschsprachige Erstveröffentlichung (D/A/CH) | Regie            | Drehbuch                                                            |
| ---------- | --------- | ---------------------------- | ---------------------------- | -------------------------- | ---------------------------------------------- | ---------------- | ------------------------------------------------------------------- |
| 1          | 1         | Can't Knock the Hustle       | Can't Knock the Hustle       | 27. Sep. 2022              | 23. Nov. 2022                                  | Kerry Washington | Raamla Mohamed                                                      |
| 2          | 2         | Family Feud                  | Family Feud                  | 27. Sep. 2022              | 23. Nov. 2022                                  | Pete Chatmon     | Resheida Brady                                                      |
| 3          | 3         | 99 Problems                  | 99 Problems                  | 4. Okt. 2022               | 23. Nov. 2022                                  | Neema Barnette   | Ryan Richmond & Loy A. Webb                                         |
| 4          | 4         | Guilty Until Proven Innocent | Guilty Until Proven Innocent | 11. Okt. 2022              | 23. Nov. 2022                                  | Darren Grant     | Tash Gray                                                           |
| 5          | 5         | So Ambitious                 | So Ambitious                 | 18. Okt. 2022              | 23. Nov. 2022                                  | Sylvain White    | Michelle Flowers & Jason Wilborn                                    |
| 6          | 6         | Renegade                     | Renegade                     | 25. Okt. 2022              | 23. Nov. 2022                                  | Julie Dash       | Loy A. Webb                                                         |
| 7          | 7         | N**** What, N**** Who        | N**** What, N**** Who        | 1. Nov. 2022               | 23. Nov. 2022                                  | Carl Seaton      | Jason Wilborn                                                       |
| 8          | 8         | Song Cry                     | Song Cry                     | 8. Nov. 2022               | 23. Nov. 2022                                  | Numa Perrier     | Resheida Brady, Raamla Mohamed, Michelle Flowers & Natalia Temesgen |
| 9          | 9         | Already Home                 | Already Home                 | 15. Nov. 2022              | 23. Nov. 2022                                  | Pete Chatmon     | Tash Gray & Ryan Richmond                                           |

### Staffel 2
| Nr. (ges.) | Nr. (St.) | Titel                | Erstveröffentlichung (USA) | Deutschsprachige Erstveröffentlichung (D/A/CH) | Regie                   | Drehbuch                     |
| ---------- | --------- | -------------------- | -------------------------- | ---------------------------------------------- | ----------------------- | ---------------------------- |
| 10         | 1         | Can I Live?          | 22. Aug. 2024              | 30. Okt. 2024                                  | Anton Cropper           | Raamla Mohamed               |
| 11         | 2         | Say Hello            | 22. Aug. 2024              | 30. Okt. 2024                                  | Pete Chatmon            | Tash Gray                    |
| 12         | 3         | Part II (On the Run) | 29. Aug. 2024              | 30. Okt. 2024                                  | Crystle Roberson Dorsey | Michelle Flowers             |
| 13         | 4         | Primetime            | 5. Sep. 2024               | 30. Okt. 2024                                  | Julie Dash              | Zahir McGhee                 |
| 14         | 5         | Real As It Gets      | 12. Sep. 2024              | 30. Okt. 2024                                  | Mo Marable              | Loy A. Webb                  |
| 15         | 6         | This Can't Be Life   | 19. Sep. 2024              | 30. Okt. 2024                                  | Rob Hardy               | Natalia Temesgen             |
| 16         | 7         | Venus vs. Mars       | 26. Sep. 2024              | 30. Okt. 2024                                  | Anton Cropper           | Ryan Richmond                |
| 17         | 8         | Change the Game      | 3. Okt. 2024               | 30. Okt. 2024                                  | Numa Perrier            | Anil K. Foreman              |
| 18         | 9         | Who You Wit          | 10. Okt. 2024              | 30. Okt. 2024                                  | Geary McLeod            | Resheida Brady               |
| 19         | 10        | Encore               | 17. Okt. 2024              | 30. Okt. 2024                                  | Anton Cropper           | Raamla Mohamed & Dallas Rico |